# Lyconus brachycolus
Lyconus brachycolus és una espècie de peix pertanyent a la família dels merlúccids
que es troba al Canadà (Oceà Atlàntic nord-occidental)
i l'Atlàntic nord-oriental (sud-oest d'Irlanda, Madeira i el Sàhara Occidental).
És un peix marí i batidemersal que viu entre 150 i 997 m de fondària (60°N-30°S, 68°W-14°E) als vessants fangosos de la plataforma continental.
Pot arribar a fer 52,5 cm de llargària. Tenen 9-11 radis tous a l'aleta dorsal i l'aleta caudal petita.
És inofensiu per als humans.